# Sultan bin Sa'ud Al Sa'ud
Sulṭān bin Saʿūd Āl Saʿūd (in arabo سلطان بن سعود بن عبد العزيز آل سعود‎?; 1939 – 31 dicembre 1975) è stato un principe, militare e dirigente sportivo saudita, membro della famiglia reale Āl Saʿūd.

## Biografia
Il principe Sultan è nato nel 1939 ed era figlio di re Sa'ud e di Nora bint Alhabot Zayed Al-Mutairi. Dopo aver frequentato le scuole elementari e medie ha scelto di non proseguire gli studi e di arruolarsi nel Reggimento delle Guardia Reale di cui è stato comandante dal 1961 al 1968
Dal 1969 al 1975 è stato presidente dell'Al-Nassr, una squadra di calcio di Riad.
Il principe è deceduto il 31 dicembre 1975.